# Petter Varner
Petter Varner, född den 5 september 1962 är en norsk företagsledare.
Varner, som tog sin examen i marknadsföring vid Norwegian School of Marketing, har sedan 1994 har han varit VD för klädkedjan Dressmann. Han är också ordförande i koncernen Varner-gruppen som han även är delägare i, tillsammans med bröderna Marius och Joakim.
Han är son till Frank Varner, som etablerade Dressmann-kedjan i slutet av 60-talet.